# Іванківська сільська рада (Андрушівський район)
Іванківська сільська рада — колишня адміністративно-територіальна одиниця та орган місцевого самоврядування у Іванківському (Левківському) і Андрушівському районах Волинської округи, Київської й Житомирської областей Української РСР та України з адміністративним центром у с. Іванків.

## Населені пункти
Сільській раді були підпорядковані населені пункти:
- с. Іванків

## Населення
Кількість населення ради, станом на 1923 рік, становила 2 533 особи, кількість дворів — 561.
Відповідно до результатів перепису населення СРСР, кількість населення ради, станом на 12 січня 1989 року, становила 928 осіб.
Станом на 5 грудня 2001 року, відповідно до перепису населення України, кількість мешканців сільської ради становила 809 осіб.

## Склад ради
Рада складалася з 14 депутатів та голови.

## Керівний склад сільської ради
| ПІБ                     | Основні відомості                                                         | Дата обрання | Дата звільнення |
| ----------------------- | ------------------------------------------------------------------------- | ------------ | --------------- |
| Гарбар Ніна Анатоліївна | Сільський голова, 1959 року народження, освіта, позапартійна              | 26.03.2006   | 31.10.2010      |
| Гарбар Ніна Анатоліївна | Сільський голова, 1959 року народження, освіта вища, член Партії регіонів | 31.10.2010   | 06.11.2013      |

Примітка: таблиця складена за даними джерела

## Історія
Створена 1923 року в с. Іванків Котелянської волості Житомирського повіту Волинської губернії. Станом на 1929 рік на обліку значаться заводське господарство Іванківське (згодом — с. Березине) та Іванківська цукроварня.
Станом на 1 вересня 1946 року сільська рада входила до складу Андрушівського району Житомирської області, на обліку в раді перебувало с. Іванків.
16 вересня 1960 року, відповідно до рішення Житомирського облвиконкому № 960 «Про уточнення обліку населених пунктів області», с. Березине офіційно взяте на облік в сільській раді.
На 1 січня 1972 року сільська рада входила до складу Андрушівського району Житомирської області, на обліку в раді перебували села Березине та Іванків.
12 листопада 1975 року, відповідно до рішення Житомирського ОВК № 490 «Про зміну адміністративного підпорядкування села Березине Іванківської сільради Андрушівського району», с. Березине передане до складу Миролюбівської сільської ради Житомирського району Житомирської області.
Припинила існування 25 липня 2017 року через приєднання до складу Станишівської сільської територіальної громади Житомирського району Житомирської області.
Входила до складу Андрушівського (7.03.1923 р., 15.09.1930 р.) та Іванківського (Левківського, 27.06.1925 р.) районів.